# ماهالازا-فانیمانا
ماهالازا-فانیمانا (به لاتین: Mahalaza-Fanimana) یک منطقهٔ مسکونی در ماداگاسکار است که در بفندریانا-نورد واقع شده‌است. ماهالازا-فانیمانا ۱۳٬۰۰۰ نفر جمعیت دارد و ۲۷۸ متر بالاتر از سطح دریا واقع شده‌است.